# Cosmophyga sociodes
Cosmophyga sociodes är en fjärilsart som beskrevs av Louis Beethoven Prout 1935. Cosmophyga sociodes ingår i släktet Cosmophyga och familjen mätare. Inga underarter finns listade i Catalogue of Life.